# ジョーン・ロビンソン
ジョーン・ロビンソン（Joan Violet Robinson、1903年10月31日 - 1983年8月5日）は、イギリスの経済学者。当時としては唯一、女性のノーベル経済学賞候補として何度も名前があげられたが、受賞することなく逝去した。「ケインズサーカス」の一員であった。

## 生涯
陸軍将校で作家のフレデリック・モーリスの娘として生まれる。夫のオースティン・ロビンソンも経済学者。
ピエロ・スラッファの影響を受けて、不完全競争の理論を確立した。また、1931年に結成されたケインズ・サーカスではその中心メンバーとして活躍。
その後、マルクス経済学も研究の対象とし、再生産表式から1933年にジョン・メイナード・ケインズに先立って有効需要の原理を発見したミハウ・カレツキの影響を強く受けている。マルクス理論を評価しながらも、その欠陥を多様な観点から指摘し、マルクス理論を「信仰」するマルクス主義に対しては厳しく批判している。
ケインズの一般理論発表後はケインズ理論の動学化を研究し、アメリカのポール・サミュエルソン、ロバート・ソローらと論争を繰り広げた。また、カレツキをはじめとするマルクス経済学者のケインズ理論解釈に評価を与えた一方で、アメリカで主流となったIS-LM分析や新古典派理論に対する激しい批判者でもあった。アメリカで発展したサミュエルソン等いわゆる「ケインジアン」たちの理論が、政策上の利便性を求めて本来のケインズやサーカスの理論的前提条件を安易に曲げてしまったことで、かえって現実世界における理論的妥当性を失ってしまったことを激しく批判し、彼らを「似非ケインジアン」（Bastard Keynesian）と呼んだ。
晩年は毛沢東主義に傾倒し、共産党の指導下における中国の経済発展に希望を見ていた。教え子だったインドの首相マンモハン・シンはケインズ政策に資本主義を補完する役割を見出したニコラス・カルドアと比較してロビンソンはより左翼的な解釈から中国の崇拝者となっていたと回想している。

## 略歴
- 1903年 イングランドのサリーで生まれた。
- ロンドンのSt.Paul's Girls' Schoolに通う。
- 1921年 ケンブリッジ大学のガートン・カレッジに入学（途中で歴史から経済学に転じる）。
- 1925年 経済学のトライポス（優等卒業試験）を通り、卒業する。
- 1926年 ケンブリッジの経済学者オースティン・ロビンソンと結婚する。
- 彼の仕事の関係で2年半ほどインドに滞在する。
- 1929年 イギリスへ帰国。
- 1931年 ケンブリッジ大学のAssistant Lecturerになる。
- 1933年 『不完全競争の経済学』出版。
- 1937年 ケンブリッジ大学のUniversity Lecturerになる。
- 1949年 準教授（Reader）になる。
- 1956年 『資本蓄積論』出版。
- 1958年 ブリティシュ・アカデミーに入る。
- 1962年 Newnham Collegeのフェローとなる。
- 1965年 （夫の後を受けて）Newnham Collegeの教授となる一方、Girton Collegeのフェローとなる。
- 1979年 King's Collegeで、女性で初めてのフェローとなる。
- 1983年 死去（79歳）

## 著作
- Economics is a serious subject: The apologia of an economist to the mathematician, the scientist and the plain man (1932), W. Heffer & Sons
- The Economics of Imperfect Competition (1933)
  - 『不完全競争の経済学』（現代経済学名著選集1）、加藤泰男訳、文雅堂銀行研究社、1956年
- Essays in the Theory of Employment (1937)
  - 『雇用理論研究――失業救済と国際収支の問題』、篠原三代平・伊東善市共訳、東洋経済新報社、1955年
- Introduction to the Theory of Employment (1937)
  - 『ケインズ雇用理論入門』（現代経済学選書）、川口弘訳、巌松堂書店、1951年（新訂版1974年）
- An Essay on Marxian Economics (1942), Second Edition (1966) (The Macmillan Press Ltd, ISBN 0-333-05800-3)
  - 『マルクス経済学』、戸田武雄・赤谷良雄共訳、有斐閣、1955年
- The Production Function and the Theory of Capital (1953)
- On Re-Reading Marx, by Joan Robinson, (Cambridge, England: 1953)
- Accumulation of Capital (1956)
  - 『資本蓄積論』、杉山清訳、みすず書房、1962年（第3版1977年）
- Exercises in Economic Analysis (1960)
  - 『経済分析演習』、田中駒男・柏崎利之輔共訳、ダイヤモンド社、1963年
- Essays in the Theory of Economic Growth (1962)
  - 『経済成長論』、山田克巳訳、東洋経済新報社、1963年
- Economic Philosophy: An Essay on the Progress of Economic Thought (1962)
- Economics : an awkward corner (1966)
  - 『経済学の曲り角』、山田克巳・米倉一良共訳、新評論、1969年
- The Cultural Revolution in China, Harmondsworth: Pelican Original (1969)
  - 『未刊の文化大革命――中国の実験』、安東次郎訳、東洋経済新報社、1970年
- Freedom and Necessity: An Introduction to the Study of Society (1970)
  - 『社会史入門』、佐々木斐夫・柳父圀近共訳、みすず書房、1972年
- Economic Heresies: Some Old Fashioned Questions in Economic Theory (1971) (Basic Books, New York, ISBN 0-465-01786-X)
  - 『異端の経済学』、宇沢弘文訳、日本経済新聞出版社、1973年
- An Introduction to Modern Economics (1973)  ジョン・イートウェル共著
  - 『ロビンソン現代経済学』、宇沢弘文訳、岩波書店、1976年
- Contributions to Modern Economics (1978) (Basil Blackwell, Oxford, ISBN 0-631-19220-4)
- Aspects of development and underdevelopment (1979)
  - 『開発と低開発――ポスト・ケインズ派の視覚』（岩波現代選書115）、西川潤訳、岩波書店、1986年
- The Arms Race (1981), タナー講義

その他の日本語訳
- 『完全雇傭の理論と政策』（社会思想新署2）、関嘉彦訳、社会思想研究会出版部、1950年
- 『利子率その他諸研究――ケインズ理論の一般化』、梅村又次・大川一司共訳、東洋経済新報社、1955年
- 『マルクス主義経済学の検討――マルクス・マーシャル・ケインズ』、都留重人・伊東光晴共訳、紀伊國屋書店、1956年
- 『経済学の考え方』、宮崎義一訳、岩波書店、1966年
- 『国際貿易理論の省察』、小林進訳、駿河台出版社、1977年
- 『資本理論とケインズ経済学』（ポスト・ケインジアン叢書11）、山田克巳訳、日本経済評論社、1988年

## ノーベル経済学賞について
ロビンソンは、14年間にわたって何度かノーベル経済学賞の受賞候補に挙がったが、受賞することなく1983年にこの世を去った。ロビンソンは、政治色が強過ぎるため、受賞を辞退する恐れがあったために、経済学賞受賞を逃したと一部で憶測された。選考委員会の委員長を務めたアサール・リンドベックは「賞を辞退する恐れもあったし、脚光を浴びる機会に乗じて主流派経済学を批判する可能性も考えられたからである」と述べている。

## 語録
- 「経済学を学ぶ目的は、経済問題に対する出来合いの対処法を得るためではなく、そのようなものを受け売りして経済を語る者にだまされないようにするためである」
- 「均衡の経済学は、モーラックの如く経済学徒を次から次へと生贄としてきた」
- 「縮尺1/1の地図は要らない（役に立たない）」（現実は複雑なので、単純化したモデルを用いた分析は非現実的で意味がないという批判に対して）
- ヒトラーは、ケインズが失業はなぜ起こるかを説明し終えたときには、すでに失業の解決策を発見していた[13]。
- 「信条としてのマルクス主義は、歴史においてきわめて重要な役割を演じてきたし、また演じつつある。他の信条と同様、それはその追随者たちに英雄的な献身を呼び起こし、彼らがぞっとするような罪を犯すのを許している。」「問題は、マルクス主義たちが、他の多くの哲学者たちのように方法を教義に変えてしまったことである。」「ある方法がドグマに変形するや否や、それは根本的に衰退してしまう。」[14]。